# Kosciusko, Mississippi
Kosciusko är administrativ huvudort i Attala County i den amerikanska delstaten Mississippi. Stavningen till trots har orten fått sitt namn efter frihetskämpen Tadeusz Kościuszko. Den som kom på namnet var William Dodd, ledamot av Mississippis lagstiftande församling. Countyts namn valde han efter indianprinsessan Atala i berättelsen med samma namn av François-René de Chateaubriand.

## Kända personer från Kosciusko
- James Meredith, medborgarrättsaktivist
- Roy Oswalt, basebollspelare (född i Kosciusko)[3]
- Oprah Winfrey, TV-programledare